# Fivel Stewart

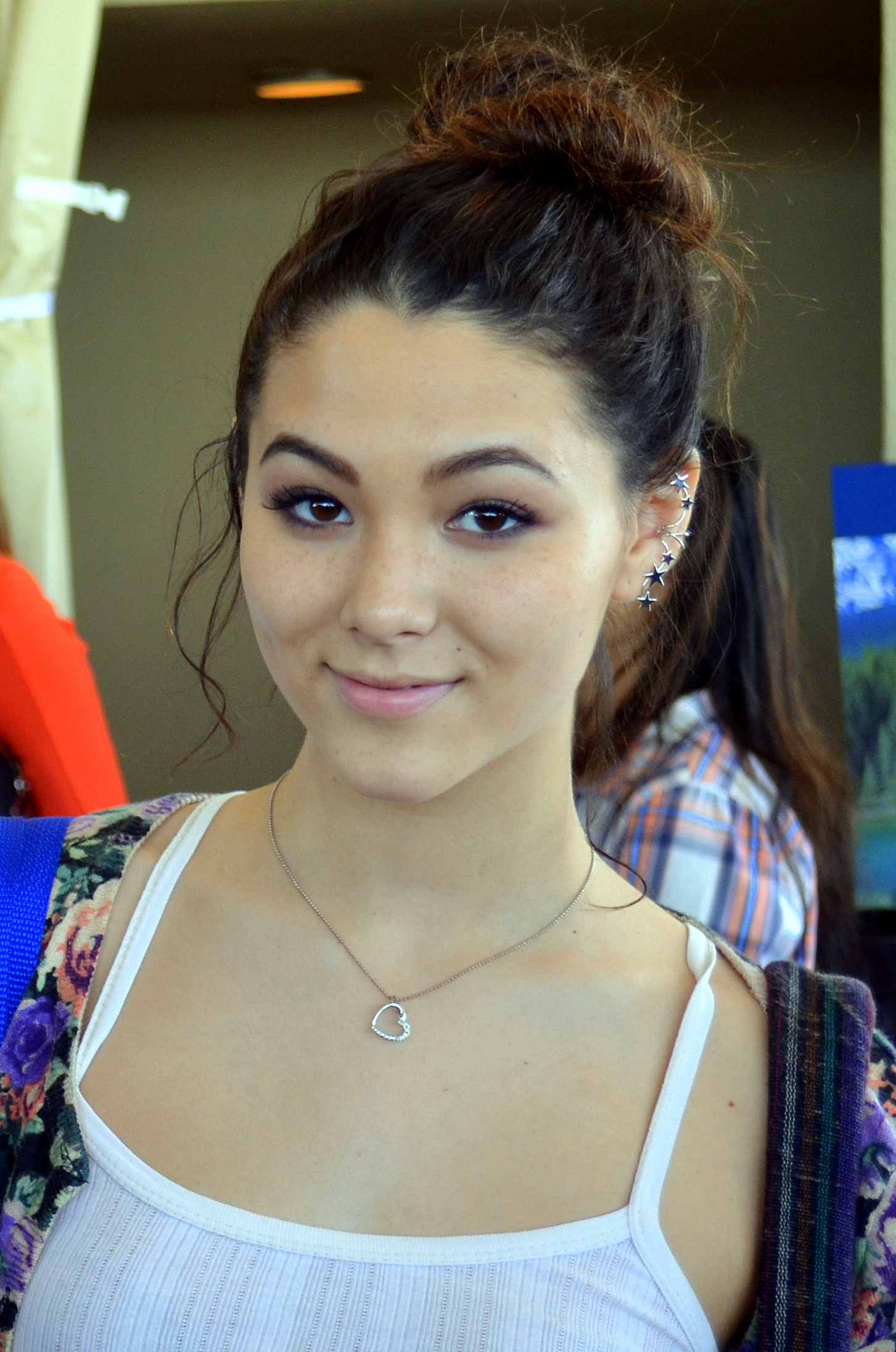
Fivel Stewart 2012

Fivel Stewart (* 4. November 1996 in Beverly Hills, Kalifornien als Trent Heaven Stewart) ist eine amerikanische Schauspielerin, die für ihre Rollen in Hexenjagd – Die Hänsel & Gretel Story, Pit Fighter und Atypical bekannt wurde.

## Leben
Fivel Stewart stammt aus einer bereits im Show-Business tätigen Familie. Ihr Vater Nils Allen Stewart ist schwarzfußindigener Herkunft und Stuntman, Schauspieler und Produzent, ihre Mutter Renee Stewart ist asiatischer Abstammung und Schauspielerin. Fivel Stewart hat drei Geschwister, die ebenfalls im Showbusiness tätig sind. Ihr älterer Bruder Booboo Stewart ist Schauspieler, Sänger, Songwriter, Stuntman und Produzent. Ihre ältere Schwester Maegan Stewart ist Schauspielerin und Special-Effects-Künstlerin. Sage Stewart ist die jüngste der Geschwister, sie ist Schauspielerin und Sängerin.
Fivel Stewart ist seit 2003 in der Unterhaltungsindustrie tätig. Sie war Sängerin der Band My Allowance und ging mit Demi Lovato, Menudo und Mitchel Musso auf Tour. Später war sie auch Sängerin der Band 5L; ihr Bruder Booboo spielte in dieser Band Gitarre. Seit 2004 tritt sie als Film- und Fernsehschauspielerin in Erscheinung. Ihr Schaffen umfasst mehr als zwei Dutzend Produktionen.
Seit 2017 ist Fivel Stewart in der Serie Atypical als wiederkehrende Nebenrolle Izzie zu sehen.

## Filme und Serien
- 2004–2006: Dante’s Cove (Fernsehserie, 4 Folgen)
- 2005: Pit Fighter
- 2006: O.C., California (Fernsehserie, Folge 4x01 The Avengers)
- 2008: Mercy (Kurzfilm)
- 2010: Logan
- 2011: Jake Stevens: The Last Protector
- 2013: Hexenjagd – Die Hänsel und Gretel-Story (Hansel & Gretel: Warriors of Witchcraft)
- 2013: Isolated
- 2014: The Last Survivors
- 2014: Like a Country Song
- 2015: Hope Bridge
- 2017: American Satan
- 2018–2021: Atypical (Fernsehserie, 27 Folgen)
- 2018: Bad Company
- 2018: Du wurdest getaggt (T@gged, Fernsehserie, 11 Folgen)
- 2019: The Haunting of Sharon Tate
- 2020: The Never List
- 2021: American Boogeyman – Faszination des Bösen (Ted Bundy: American Boogeyman)
- 2022: Umma
- 2022: Roar (Fernsehserie, Folge 1x08 The Girl Who Loved Horses)
- 2022–2025: The Recruit (Fernsehserie, 14 Folgen)
- 2023–2025: Alert: Missing Persons Unit (Fernsehserie, 10 Folgen)
- 2024: The Windigo
- 2024: Wake